# Tz'utujils
Els tz'utujils són un poble de tradició maia, de llengua quitxé, que habiten la regió del sud del llac Atitlán a les terres altes del departament de Sololá i en alguns municipis de terres baixes del departament de Suchitepéquez en la República de Guatemala.

## Altres noms
Apareixen també en les fonts com tzutujils, zotonils i tz'utujil, aquesta última d'acord amb la forma ortogràfica d'acord amb les regles d'escriptura aprovades per l'Academia de Lenguas Mayas de Guatemala.

## Història
Segons el Popol Vuh, llibre sagrat dels quitxés de Chichicastenango, els tz'utujils van arribar a la regió del llac procedents de Tulan en les albors del segle xiii, mítica ciutat d'on van sortir juntament amb els seus germans quitxés i kaqtxikels per fundar les seves respectives ciutats, que van ser dedicades als déus patronals de cada poble en el clarejar d'un dia sagrat realitzant una cerimònia en el cim d'un turó atàvic.
Els tzutuhils apareixen nomenats en el Popol Vuh com els d'Ajtziquinahay (els de la casa de l'ocell), això en referència al càrrec del seu governant principal, qui era realment el que ostentava el títol d'ajtziquinahay, atès que el seu llinatge estava relacionat amb una au mitològica i el temple situat en li cim del turó de Chutnamit —als peus del volcà de San Pedro a la riba del llac Atitlán— era considerat com el seu niu, de tal forma que la ciutat establerta en el turó de Chutnamit adquireix en el Popol Vuh el nom d'Ajtziquinahay i per extensió s'aplica aquest nom a tots els seus súbdits.
En 1523 el conquistador espanyol Pedro de Alvarado, amb l'ajuda dels kaqtxikels, derrotà els tz'utujila a la batalla vora la vila de Panajachel, en la que van perdre una bona part de les seves terres i el control del llac. Davant la imminent conquesta de Chutnamit a les mans de Pedro de Alvarado, en 1524 l'ajtziquinahay va fugir juntament amb la majoria dels habitants de la ciutat cap a les muntanyes limítrofes, on conta la tradició, després de consultar en assemblea als caps dels llinatges del seu poble i davant les notícies de la crueltat amb què havien estat conquistats els seus aliats quitxés, als qui van ajudar a defensar-se de la conquesta espanyola enviant al guerrer tz'utuhil Tepepul i els seus homes a participar en la defensa d'El Quiché al costat del capità Tecun Umán de Q'umarkaj (Utatlán), van realitzar els rituals d'invocació als seus oracles després de la qual cosa van decidir acceptar la sobirania de l'emperador Carles V i el cristianisme com a religió del nou estat colonial. De tal forma es funda el poble de Santiago Atitlán sota l'advocación del sant guerrer dels espanyols, el cavaller Santiago Matamoros, sant patró dels soldats castellans a les ordres de Pedro de Alvarado, ja que l'ajtziquinahay va ser batejat amb el nom del conqueridor com Pedro Ajtziquinhay. Des de llavors el poble és conegut com la seva llengua tz'utuhil i rendeixen culte a aquest guerrer Santiago, com nou nahual de Pedro Ajtziquinhay, senyor dels tz'utuhils.
Hiaha nombrosos estudis sobre la història i la cultura dels tz'utuhils, i són els pobles de Santiago Atitlán i San Pedro la Laguna els que més han cridat l'atenció dels investigadors, això en part justificat per ser aquestes poblacions les de major densitat de població parlant de tz'utuhil i on les manifestacions culturals mesoamericanws estan presents amb particular arrelament. En aquest context són famosos els tèxtils realitzats principalment per les dones tz'utujils, encara que els homes també realitzen aquesta activitat, són també importants les escoles de pintors i talladors de fusta en aquests pobles maies.
De particular importància és el culte que els tz'utuhils realitzen a la figura de Rilaj Maam (Avi-Àvia) conegut també com a Maximón, que es tracta d'una deïtat d'origen maia que refereix al mil·lenari culte mesoamericà als nahuals.
El 2005 molts centenars de tz'utujils van morir a causa dels esllavissaments de fang provocats per l'huracà Stan. Entre Panabaj i Tzanchaj els rescatadors trobaren 160 cossos, mentre que 250 més continuaven desapareguts.